# Simon Wilhelm Bartmann
Simon Wilhelm Bartmann (* 13. Juli 1878 in Bersztóc deutsch Rustendorf, Königreich Ungarn, Österreich-Ungarn; † 9. November 1944 in Pancsova, deutsch Pantschowa, Königreich Jugoslawien) war jugoslawischer Rechtsanwalt, Notar, Richter und Mitbegründer des jugoslawiendeutschen Schwäbisch-Deutschen Kulturbundes.

## Leben
Bartmann besuchte von 1888 bis 1896 die Gymnasien Versec (deutsch Werschetz) und Nagybecskerek (deutsch Groß-Betschkerek). Er studierte von 1896 bis 1901 Rechtswissenschaft in Budapest und promovierte 1902 zum Dr. jur. Nach seinem Praktikum ließ er sich als Rechtsanwalt in Pantschowa nieder und heiratete 1908 Hermine Schwalm, die Tochter des Mundarterzählers Jörg von der Schwalm. Zwischen 1914 und 1918 war er Reserveoffizier an der Italienfront des Ersten Weltkriegs. Er kehrte im Herbst 1918 als Hauptmann aus einem Lazarett nach Pantschowa zurück und wurde dort für kurze Zeit zum Stadtkommandanten berufen.
1919 wurde Bartmann Senatspräsident beim Landgericht in Pančevo. 1920 wurde er einen Monat inhaftiert, weil ihm Landesverrat vorgeworfen wurde. Anschließend wurde er jedoch vollständig rehabilitiert. Bartmann war Mitbegründer des Schwäbisch-Deutschen Kulturbundes in Jugoslawien und leitete ab 1920 dessen Ortsgruppe Pantschowa. Von 1923 bis 1929 war er Abgeordneter in der südslawischen Skupština, wobei er 1923 im Bezirk Hodschag und 1927 im Bezirk Pantschowa gewählt wurde. Nach dem Einmarsch deutschen Truppen in das serbische Banat wurde er zum öffentlichen Notar ernannt. Bartmann wurde nach seiner Ergreifung durch Partisanen der Volksbefreiungsarmee unter Josip Broz Tito am 9. November 1944 im Lager Pantschowa erschossen.